# Nati nel 1920/Maggio
| Questa pagina contiene informazioni ricavate automaticamente dalle voci biografiche con l'ausilio del template Bio e di un bot. L'aggiornamento è periodico e automatico e ricostruisce completamente la pagina. Se manca una persona in questa lista, sei pregato di non aggiungerla, ma accertati piuttosto che la sua voce biografica contenga il template Bio e che i dati anagrafici siano correttamente compilati. Se il template Bio manca, inseriscilo tu stesso o, in alternativa, metti l'avviso {{tmp\|Bio}} che ne segnala la mancanza. Se i dati riportati sono sbagliati, correggi direttamente la voce biografica; le modifiche saranno visibili in questa lista entro pochi giorni. Per chiarimenti vedi il progetto biografie. La lista contiene solo le 178 persone che sono citate nell'enciclopedia e per le quali è stato implementato correttamente il template Bio. Pagina aggiornata al 18 ago 2025. |

- 1º maggio - Giuseppe Casini, partigiano italiano († 1945)
- 1º maggio - Nicolae Simatoc, calciatore e allenatore di calcio romeno († 1979)
- 1º maggio - Luigi Tropeano, politico italiano († 1987)
- 2 maggio - Jean-Marie Auberson, violinista e direttore d'orchestra svizzero († 2004)
- 2 maggio - Jean Bouvier, storico francese († 1987)
- 2 maggio - Guinn Smith, astista statunitense († 2004)
- 3 maggio - Ida Brunelli Lenti, italiana († 2008)
- 3 maggio - Alfredo Calderoni, calciatore italiano
- 3 maggio - John Lewis, pianista statunitense († 2001)
- 3 maggio - Elvezio Massai, partigiano e scrittore italiano († 2009)
- 3 maggio - Leo Zavatti, calciatore e allenatore di calcio italiano
- 4 maggio - Luis Pedemonte, calciatore uruguaiano
- 4 maggio - Benno Premsela, designer, artista e attivista olandese († 1997)
- 4 maggio - Hermann Schreiber, storico e scrittore austriaco († 2014)
- 4 maggio - Luigi Zorzi, calciatore italiano († 1990)
- 5 maggio - Vittorio Bragadin, militare e aviatore italiano († 1941)
- 5 maggio - Cesare Goffi, calciatore e allenatore di calcio italiano († 1995)
- 5 maggio - Walter Kaner, giornalista e filantropo statunitense († 2005)
- 5 maggio - Giuseppe Pacella, filologo classico e saggista italiano († 1995)
- 6 maggio - Vincenzo De Michiel, militare italiano († 1942)
- 6 maggio - Ross Hunter, produttore cinematografico e attore statunitense († 1996)
- 6 maggio - Kamisese Mara, politico figiano († 2004)
- 6 maggio - Marguerite Piazza, soprano e filantropa statunitense († 2012)
- 6 maggio - Salvatore Puma, tenore italiano († 2007)
- 6 maggio - Ernst Sabeditsch, allenatore di calcio e calciatore austriaco († 1986)
- 7 maggio - Antonio Franceschi, calciatore italiano
- 7 maggio - James McDonald, fisico statunitense († 1971)
- 7 maggio - Juan Sans Alsina, calciatore spagnolo († 2001)
- 7 maggio - Rendra Karno, attore indonesiano († 1985)
- 8 maggio - Saul Bass, illustratore statunitense († 1996)
- 8 maggio - Riccardo Fabbri, politico e sindacalista italiano († 1967)
- 8 maggio - Vera Rol, attrice, showgirl e ballerina italiana († 1973)
- 8 maggio - Michele Sindona, faccendiere, banchiere e criminale italiano († 1986)
- 8 maggio - Gyula Strommer, astronomo ungherese († 1995)
- 8 maggio - Paul Todd, allenatore di calcio e calciatore inglese († 2000)
- 8 maggio - Alfredo Todisco, giornalista e scrittore italiano († 2010)
- 8 maggio - Tom of Finland, disegnatore e illustratore finlandese († 1991)
- 8 maggio - Sloan Wilson, scrittore statunitense († 2003)
- 9 maggio - Richard Adams, scrittore e glottoteta britannico († 2016)
- 9 maggio - Gino Fondi, ciclista su strada italiano († 1987)
- 9 maggio - Mario Laurencich, calciatore e allenatore di calcio italiano († 1996)
- 9 maggio - Mario Mineo, politico e antifascista italiano († 1987)
- 9 maggio - Angelo Rossetti, calciatore italiano († 2005)
- 9 maggio - Oscarre Spadavecchia, calciatore italiano († 1997)
- 9 maggio - Celia Sánchez, rivoluzionaria, politica e archivista cubana († 1980)
- 9 maggio - William Tenn, autore di fantascienza britannico († 2010)
- 10 maggio - Theo Aaldering, sollevatore tedesco († 1979)
- 10 maggio - Antonio Annaloro, tenore italiano († 1996)
- 10 maggio - Price Brookfield, cestista statunitense († 2006)
- 10 maggio - Ken Corley, cestista e giocatore di baseball statunitense († 1984)
- 10 maggio - Al Hendrickson, chitarrista statunitense († 2007)
- 10 maggio - Eva Henning, attrice svedese († 2016)
- 10 maggio - Eric Sturgess, tennista sudafricano († 2004)
- 10 maggio - Josef Svoboda, scenografo e regista teatrale ceco († 2002)
- 10 maggio - Elsa Vazzoler, attrice italiana († 1989)
- 11 maggio - Ercole Agnoletti, presbitero, storico e archivista italiano († 2007)
- 11 maggio - Lionel Galand, linguista francese († 2017)
- 11 maggio - Gjon Kujxhija, musicista e musicologo albanese († 1943)
- 11 maggio - Enotrio Pugliese, pittore italiano († 1989)
- 11 maggio - Denver Pyle, attore statunitense († 1997)
- 12 maggio - Irena Anders, cantante e attrice polacca († 2010)
- 12 maggio - Vilém Flusser, filosofo, scrittore e giornalista ceco († 1991)
- 12 maggio - Renato Turi, attore, doppiatore e direttore del doppiaggio italiano († 1991)
- 13 maggio - Miroslav Bulešić, presbitero croato († 1947)
- 13 maggio - Giacomo Conti, calciatore italiano
- 13 maggio - Bruno Corti, politico e sindacalista italiano († 2001)
- 13 maggio - Luigi Mallé, storico dell'arte italiano († 1979)
- 14 maggio - Pier Luigi Bellini delle Stelle, partigiano, avvocato e antifascista italiano († 1984)
- 14 maggio - Lino Bianchi, musicologo italiano († 2013)
- 14 maggio - Maurits Coppieters, politico belga († 2005)
- 14 maggio - Hassan Dehqani-Tafti, vescovo anglicano iraniano († 2008)
- 14 maggio - Reino Häyhänen, militare e agente segreto sovietico († 1961)
- 14 maggio - Knud Lundberg, calciatore, cestista e pallamanista danese († 2002)
- 14 maggio - Roberto Mango, architetto e designer italiano († 2003)
- 14 maggio - Cosimo Muci, calciatore italiano († 1992)
- 14 maggio - Mohamed Oufkir, generale e politico marocchino († 1972)
- 14 maggio - Bruno Schacherl, giornalista, traduttore e antifascista italiano († 2015)
- 15 maggio - Michel Audiard, sceneggiatore e regista francese († 1985)
- 15 maggio - Carlo Coccioli, scrittore italiano († 2003)
- 15 maggio - Arne Engström, medico, fisico e docente svedese († 1996)
- 15 maggio - Ljubomir Kokeza, calciatore e allenatore di calcio jugoslavo († 1992)
- 15 maggio - Goffredo Lombardo, produttore cinematografico e produttore discografico italiano († 2005)
- 15 maggio - George Makdisi, orientalista e storico statunitense († 2002)
- 15 maggio - Mario Montuori, direttore della fotografia italiano († 1997)
- 15 maggio - Livio Pinazza, calciatore italiano
- 15 maggio - Nasrallah Pierre Sfeir, cardinale e patriarca cattolico libanese († 2019)
- 15 maggio - Aldo Spagnolo, militare italiano († 1941)
- 16 maggio - Martine Carol, attrice francese († 1967)
- 16 maggio - Harold Hull, cestista statunitense († 1988)
- 16 maggio - Hal Hutcheson, cestista e allenatore di pallacanestro statunitense († 1991)
- 16 maggio - Arnie Johnson, cestista statunitense († 2000)
- 17 maggio - Luigi Cavallo, partigiano e giornalista italiano († 2005)
- 17 maggio - Norma Cossetto, italiana († 1943)
- 17 maggio - Lydia Wideman, fondista finlandese († 2019)
- 18 maggio - Vittorio Cecati, politico italiano († 1981)
- 18 maggio - Papa Giovanni Paolo II, papa, arcivescovo cattolico e santo polacco († 2005)
- 18 maggio - Lucia Mannucci, cantante italiana († 2012)
- 18 maggio - Agostino Miliani, cestista italiano († 2005)
- 18 maggio - Pietro Musumeci, agente segreto italiano
- 18 maggio - René Pontoni, calciatore argentino († 1983)
- 18 maggio - Hans Sommer, ciclista su strada svizzero († 2004)
- 18 maggio - Antonio Vukasina, militare italiano († 1942)
- 19 maggio - Leo Prieto, allenatore di pallacanestro e dirigente sportivo filippino († 2009)
- 19 maggio - Riccardo Rauchi, sassofonista, cantante e compositore italiano († 1982)
- 19 maggio - Zena Rommett, ballerina statunitense († 2010)
- 19 maggio - Tina Strobos, medico e psichiatra olandese († 2012)
- 20 maggio - Vittorio Borsetto, rugbista a 15 italiano
- 20 maggio - Max Corvo, militare statunitense († 1994)
- 20 maggio - John Cruickshank, militare e aviatore britannico († 2025)
- 20 maggio - Domenico Leccisi, giornalista, sindacalista e politico italiano († 2008)
- 20 maggio - Hephzibah Menuhin, pianista, attivista e scrittrice statunitense († 1981)
- 20 maggio - Ennio Pistoi, partigiano e antifascista italiano († 2009)
- 21 maggio - Bill Barber, suonatore di tuba statunitense († 2007)
- 21 maggio - John Chadwick, linguista e filologo classico britannico († 1998)
- 21 maggio - Vincenzo De Michele, politico italiano († 2023)
- 21 maggio - Domenico Laiolo, aviatore e militare italiano († 2002)
- 21 maggio - Pierre Molinéris, ciclista su strada e dirigente sportivo francese († 2009)
- 21 maggio - Anthony Steel, attore britannico († 2001)
- 21 maggio - Emil Velenský, cestista cecoslovacco († 2003)
- 21 maggio - Friedrich Zipfel, storico e scrittore tedesco († 1978)
- 22 maggio - Antonio Fossati, calciatore italiano († 1973)
- 22 maggio - Thomas Gold, astrofisico austriaco († 2004)
- 22 maggio - Nikolaj Grin'ko, attore sovietico († 1989)
- 22 maggio - Sergio Marchi, calciatore italiano († 1979)
- 22 maggio - Ferdinand Plánický, calciatore cecoslovacco († 2001)
- 22 maggio - Paolo Rostagno, calciatore italiano († 2004)
- 22 maggio - Jurij Ušakov, cestista sovietico († 1983)
- 23 maggio - Helen O'Connell, conduttrice televisiva e cantante statunitense († 1993)
- 23 maggio - Guido Tavellin, calciatore e allenatore di calcio italiano († 1994)
- 23 maggio - F. Mark Wyatt, agente segreto statunitense († 2006)
- 24 maggio - Rudy Baric, cestista e allenatore di pallacanestro statunitense († 1993)
- 24 maggio - Aldo Bassi, politico italiano († 2004)
- 24 maggio - Elvezio D'Orazi, calciatore italiano
- 24 maggio - Robert Lynen, attore e partigiano francese († 1944)
- 24 maggio - Rosella Mancini, poetessa italiana († 1995)
- 24 maggio - Giovanni Navarru, economista italiano († 2014)
- 24 maggio - Oswald Tschirtner, pittore austriaco († 2007)
- 25 maggio - Georges Bordonove, scrittore e biografo francese († 2007)
- 25 maggio - Ubaldo Cruche, calciatore uruguaiano († 1988)
- 25 maggio - Jurij Pavlovič Egorov, regista cinematografico sovietico († 1982)
- 25 maggio - Noël Josèphe, politico francese († 2006)
- 25 maggio - Dino Martin, cestista e allenatore di pallacanestro statunitense († 1999)
- 25 maggio - Urbano Navarrete, cardinale spagnolo († 2010)
- 25 maggio - Edoardo Travi, poeta italiano († 2006)
- 25 maggio - Arthur Wint, velocista e mezzofondista giamaicano († 1992)
- 25 maggio - Roberto Zavalloni, presbitero, pedagogista e psicologo italiano († 2008)
- 26 maggio - Ruben Alfredo Andresen Leitão, giornalista, scrittore e storico portoghese († 1975)
- 26 maggio - John Dall, attore statunitense († 1971)
- 26 maggio - Henrik Hansen, lottatore danese († 2010)
- 26 maggio - Peggy Lee, cantante, attrice e compositrice statunitense († 2002)
- 26 maggio - Carmelo Mollica, baritono italiano († 2005)
- 27 maggio - Karel Finek, allenatore di calcio e calciatore cecoslovacco († 1989)
- 27 maggio - Marcello Melani, dirigente sportivo italiano († 2002)
- 27 maggio - Rubén Uriza, cavaliere messicano († 1992)
- 27 maggio - Gabrielle Wittkop, scrittrice francese († 2002)
- 28 maggio - Maurice Desimpelaere, ciclista su strada e pistard belga († 2005)
- 28 maggio - Gaston Lenôtre, pasticciere francese († 2009)
- 28 maggio - Ljubomir Lovrić, calciatore, allenatore di calcio e giornalista jugoslavo († 1994)
- 28 maggio - Fede Arnaud, sceneggiatrice e direttrice del doppiaggio italiana († 1997)
- 28 maggio - Cosimo Quaranta, politico italiano
- 28 maggio - Giuseppe Tonna, scrittore, traduttore e docente italiano († 1979)
- 28 maggio - Victor Turner, antropologo scozzese († 1983)
- 29 maggio - John Harsanyi, economista ungherese († 2000)
- 29 maggio - Clifton James, attore statunitense († 2017)
- 30 maggio - Odd Andersen, calciatore norvegese († 2007)
- 30 maggio - Ugo Bartesaghi, politico italiano († 1976)
- 30 maggio - Godfrey Binaisa, politico ugandese († 2010)
- 30 maggio - Giovanni Giovannini, giornalista, scrittore e editore italiano († 2008)
- 30 maggio - George London, basso-baritono canadese († 1985)
- 30 maggio - Giovanni Mari, imprenditore e dirigente sportivo italiano († 1987)
- 30 maggio - Franklin J. Schaffner, regista statunitense († 1989)
- 31 maggio - Lage Andersson, sollevatore svedese († 1999)
- 31 maggio - Giuseppe Cavicchi, calciatore e allenatore di calcio italiano
- 31 maggio - D.M. Devine, scrittore britannico († 1980)
- 31 maggio - Giuliano Gramigna, critico letterario, scrittore e poeta italiano († 2006)
- 31 maggio - Alberto Grilli, latinista e filologo classico italiano († 2007)
- 31 maggio - Giovanni Martina, calciatore italiano
- 31 maggio - Adolfo Serafino, militare e partigiano italiano († 1944)